# Medalla de la Armada y del Cuerpo de Marines

La Medalla de la Armada y del Cuerpo de Marines (en inglés Navy and Marine Corps Medal) es una condecoración de los Estados Unidos, creada en 7 de agosto de 1942 por Franklin Delano Roosevelt mediante un acta del Congreso .
Es otorgada a cualquier miembro de la Armada o del Cuerpo de Marines, que se distingan por heroísmo sin estar en conflicto con un enemigo armado y por acciones que entrañen el riesgo de la propia vida.
Se sitúa entre la Cruz de vuelo distinguido y la Estrella de Bronce, y es equivalente a las Medallas del Soldado (Ejército), del Aviador (USAF) y los Guardacostas (USCG).
Durante la segunda mitad del siglo XX, ha sido otorgada en lugar de las Medallas por Salvar Vidas, por rescates en el mar con peligro de la propia vida. Esto es debido principalmente a la creación de una variedad de condecoraciones militares adicionales que están a menudo mejor consideradas que las Medallas por Salvar Vidas.
John F. Kennedy la recibió por heroísmo mientras servía como Oficial Comandante de una lancha torpedera PT-109 durante la Segunda Guerra Mundial.

## Receptores Notables
- Carl Brashear
- Pedro del Valle
- James E. Williams
- Daniel Johnson
- John F. Kennedy: presidente de los Estados Unidos.
- Aloysius Schmitt

## Diseño
De forma hexagonal, está la figura de un águila con las alas extendidas hacia arriba, posada encima de un ancla. Abajo está la bola del mundo y la inscripción Heroismo (Heroísmo). Cuelga de una cinta con 3 barras de igual anchura, en azul marino, amarillo y rojo.